# Павловац (община Пале)
Павловац (на сръбски: Павловац) е село в Босна и Херцеговина, разположено в община Пале, в ентитета на Република Сръбска. Намира се на 1379 метра надморска височина. Населението му според преброяването през 2013 г. е 6 души, от тях: 6 (100 %) сърби.

## Население
Численост на населението според преброяванията през годините:
- 1961 – 57 души
- 1971 – 26 души
- 1981 – 9 души
- 1991 – 10 души
- 2013 – 6 души